# Ha Suk-Kwang
Ha Suk-Kwang es un deportista surcoreano que compitió en taekwondo. Ganó una medalla de oro en el Campeonato Mundial de Taekwondo de 1977 y dos medallas de oro en el Campeonato Asiático de Taekwondo, en los años 1974 y 1978.

## Palmarés internacional
| Campeonato Mundial  | Campeonato Mundial       | Campeonato Mundial | Campeonato Mundial |
| Año                 | Lugar                    | Medalla            | Categoría          |
| ------------------- | ------------------------ | ------------------ | ------------------ |
| 1977                | Chicago (Estados Unidos) | Medalla de oro     | –53 kg             |
| Campeonato Asiático |                          |                    |                    |
| Año                 | Lugar                    | Medalla            | Categoría          |
| 1974                | Seúl (Corea del Sur)     | Medalla de oro     | –53 kg             |
| 1978                | Hong Kong (Reino Unido)  | Medalla de oro     | –53 kg             |